# Фабри, Адемар
Адемар Фабри (фр. Adhémar Fabri, ? — 1388) — женевский епископ в 1385—1388 годах.
В 1387 году издал кодекс женевских обычаев на латинском языке (французский перевод 1507 года: «Libertés, franchises, immunités, us et coutumes de Genève»). Латинский текст издан в Женеве в 1767 году.